# Pjotr Petrowitsch von Weimarn

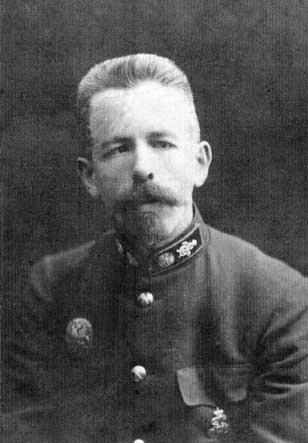
Pjotr Petrowitsch von Weimarn (1914) - russischer Chemiker

Pjotr Petrowitsch von Weimarn, auch Peter von Weimarn, von Weymarn, (russisch Петр Петрович фон Веймарн; * 5. Julijul. / 17. Juli 1879greg. in Sankt Petersburg; † 2. Juni 1935 in Schanghai) war ein russischer Chemiker und einer der Begründer der Kolloidchemie.
Von Weimarn entstammte einer deutsch-baltischen Adelsfamilie (Weymarn). Er studierte ab 1901 am Berginstitut in Sankt Petersburg. Während seines Studiums zum Bergbauingenieur experimentierte er im chemischen Laboratorium des Instituts mit verschiedenen, beliebig gewählten Stoffen (Salze, Elemente usw.), die er durch Variation der physikalisch-chemischen Bedingungen auf ihre „kolloiden“ Eigenschaften untersuchte.
Im Mai 1908 verteidigte er seine Doktorarbeit, unmittelbar im Anschluss an sein mit Auszeichnung beendetes Studium. Im selben Jahr erfolgte die Berufung zum Adjunkt-Professor für physikalische Chemie und zum Leiter des Laboratoriums für physikalische Chemie. 1910 habilitierte er sich an der Universität Sankt Petersburg und wurde dort Privatdozent. 1911 berief ihn das Berginstitut zum außerordentlichen Professor. Ab 1914 war er am Institut auch als Inspektor für studentische Angelegenheiten tätig. 1915 wurde er zum ordentlichen Professor ernannt.
Im Frühjahr 1915 wurde er vom zarischen Ministerium für Handel und Industrie beauftragt, den Bau und die Organisation eines Berginstituts in Jekaterinburg zu leiten. Das Uraler Berginstitut eröffnete im Oktober 1917 unter dem Rektorat Von Weimarns seine Tätigkeit. Angesichts der Rückeroberung der Stadt durch die Rote Armee evakuierte ein Teil des Instituts im Juli 1919 nach Wladiwostok und Von Weimarn wurde zum Prorektor des dortigen Polytechnischen Instituts gewählt und war vorübergehend Dekan der Abteilung für Bergbau. Im Mai 1920 wurde er zum Rektor gewählt. 1921 kam er für Vorlesungen an den Universitäten Tokio, Sendai und Kyoto nach Japan. Die dort gehaltenen Vorträge erschienen als Die Allgemeinheit des Kolloidzustandes als Buch in deutscher Sprache. 1922 arbeitete er im Laboratorium für physikalische Chemie der Universität Kyoto. 1923 siedelte er als Begründer und Leiter des Dispersoidologischen Laboratoriums der Kaiserlichen Technischen Prüf- und Forschungsanstalt nach Osaka über, wo er bis 1930 tätig blieb. 1932 richtete er sich in Kobe sein eigenes Laboratorium ein.
Für den von Von Weimarn 1906 begründeten Satz von der Allgemeinheit der kolloidalen und kristalloiden Zustandsform verlieh ihm die Russische Chemische Gesellschaft noch im selben Jahr den Nikolaj N. Beketov-Preis. In den darauf folgenden Jahren folgten drei weitere Auszeichnungen: Vom Berginstitut Sankt Petersburg (1908), der Universität Moskau und der Akademie der Wissenschaften (1912).
Die von Weimarnsche-Regel über die Abhängigkeit der Teilchengröße eines Niederschlages von der Konzentration besagt, dass die Größe der Teilchen im Niederschlag am größten bei mittleren Konzentrationen ist. Es  können kolloidale Lösungen aus stark verdünnten oder hochkonzentrierten Lösungen entstehen, nicht aber in dem Bereich dazwischen.
In seinen Arbeiten zeigte Von Weimarn die große Verbreitung der Möglichkeit des kolloidalen Zustands. Er untersuchte Keimbildung- und Wachstum bei Kolloiden und erkannte den kristallinen Zustand der Kolloidteilchen.
Er entwickelte eine Methode der Kolloidherstellung durch mechanisches Verreiben zweier indifferenter Stoffe und erhielt 1912 ein Patent auf das Lösen von Zellulose in verdünnter Salzsäure und 1925 von Naturseide in Salzsäure.
1932 erhielt er den Laura-R.-Leonard-Preis der Kolloid-Gesellschaft.

## Schriften
- Der kolloide Zustand als allgemeine Eigenschaft der Materie, 3 Teile, J. Russ. Phys. Chem. Ges., 1906
- Grundzüge der Dispersoidchemie, Dresden: Steinkopff 1911, Digitalisat
- Zur Lehre von den Zuständen der Materie, Dresden: Steinkopff 1914
- Kolloidales und Kristalloides Lösen und Niederschlagen, 2 Bände, Kyoto 1921,[5] 2. Auflage als Die Allgemeinheit des Kolloidzustandes: Kolloides und Kristalloides Lösen und Niederschlagen, Dresden/Leipzig: Steinkopff 1925
- On dyeing wood and similar materials by means of dispersoidal precipitation of substances, Osaka: Reports of the Imperial Industrial Research Institute 1923